# Björn Jilsén
Björn Jilsén, né le 9 janvier 1959 à Krylbo, est un joueur international puis entraîneur suédois de handball évoluant au poste d'arrière gauche. Capitaine de l'équipe nationale de Suède entre 1986 et 1990, il est notamment champion du monde en 1990 et a terminé meilleur buteur des Jeux olympiques de 1984. 
Son frère cadet, Pär Jilsén (en) est également handballeur international.

## Palmarès

### En club
- Vainqueur du Championnat de Suède (5) : 1982, 1983 (avec IK Heim), 1985, 1986, 1989 (avec Redbergslids IK)
- Vainqueur de la Coupe de Suède (1) : 1989 (avec Redbergslids IK)

### En équipe nationale
Jeux olympiques
- 5e place aux Jeux olympiques de 1984 de Los Angeles,  États-Unis
- 5e place aux Jeux olympiques de 1988 de Séoul,  Corée du Sud

Championnats du monde
- 11e place au Championnat du monde 1982,  Allemagne de l'Ouest
- 4e place au Championnat du monde B 1983 (pl)
- 4e place au Championnat du monde 1986,  Suisse
- Médaille d'or au Championnat du monde 1990,  Tchécoslovaquie

### Distinctions individuelles
- Meilleur buteur des Jeux olympiques de 1984
- Élu meilleurs handballeur de l'année en Suède en 1985